# Miss World (sång)
"Miss World" är en låt av den amerikanska rockgruppen Hole, skriven av fronfiguren Courtney Love och sologitarristen Eric Erlandson. Det var den första singeln från deras andra album, Live Through This, och släpptes den 28 mars 1994. Den har uppnått plats 13 på Billboard-listan Modern Rock Tracks och gick också in som 64:a på den brittiska singellistan.
Videon till låten filmades i Los Angeles i regi av Sophie Muller och var bandets första samarbete med en professionell regissör.

## Bakgrund
Erlandson och Love skrev "Miss World" sommaren 1992 efter att de tidigare medlemmarna Jill Emery och Caroline Rue hade avgått. En tidig version av låten, inspelad tillsammans med Loves make och Nirvana-frontman Kurt Cobain, spelades in vid BMG Ariola Ltda i Rio de Janeiro den 21 januari 1993. Med Love som sångare och gitarrist, nyrekryterade trummisen Patty Schemel samt Cobain på bas, spelade trion in låten, vid sidan av "She Walks on Me", "Softer, Softest" och "Closing Time" med flera, under Nirvanas session. Ljudteknikern Craig Montgomery har sagt att medan en del låtar var "halvfärdiga idéer" kunde "'Miss World' betraktas som en färdig låt vid det stadiet".
I oktober 1993 spelade bandet in albumversionen av låten, tillsammans med övriga låtar på Live Through This, vid Triclops Studios i Atlanta, Georgia.

## Låtlista
- Europeisk 7"-singel

1. "Miss World" (Love/Erlandson) – 2:58
2. "Rock Star" (alternate mix) (Love/Erlandson) – 2:33

- Brittisk CD-singel

1. "Miss World" (Love/Erlandson) – 2:58
2. "Rock Star" (alternate mix) (Love/Erlandson) – 2:33
3. "Do It Clean" (live) (Echo & the Bunnymen-cover) – 1:26

- Amerikansk 7"-singel

1. "Miss World" (Love/Erlandson) – 2:58
2. "Over the Edge" (Wipers-cover) – 2:48

## Listplaceringar
| Lista (1994)                     | Högsta position |
| -------------------------------- | --------------- |
| Brittiska singellistan           | 64              |
| Kanadensiska singellistan        | 89              |
| USA Billboard Modern Rock Tracks | 13              |